# Richard Bland
Richard Bland (Burton upon Trent, 3 februari 1973) is een professional golfer uit Engeland.
Bland trouwde in 2005 met Caroline, ze wonen in Southampton.

## Amateur
Bland speelde in 1994 en 1995 in de nationale selectie.
- 1994: European Under 21 Championship

## Professional
Richard Bland werd in 1996 professional, en heeft sindsdien beurtelings op de Challenge Tour (CT) en de Europese Tour (ET) gespeeld.
In 2001, 2004 en 2008 eindigt hij in de top-15 van de Challenge Tour en speelt dus in 2002, 2005 en 2009 een vol seizoen op de Europese Tour. In 2002 verliest hij zijn kaart weer, maar in 2005 haalt hij zijn kaart voor 2006. In 2009 werd hij 4de op het Oostenrijks Open, hetgeen hem €50.000 opleverde.

#### Gewonnen
- 2001: Challenge Tour Grand Final (CT)
- 2021 : British Masters op Belfry. (ET)